# Tayleur (Schiff)
Die Tayleur war ein Eisen-Klipper, der von der britischen Reederei White Star Line gechartert wurde und auf seiner Jungfernfahrt im Januar 1854 in der Irischen See nach der Kollision mit einem Felsen unterging. 362 der 652 Menschen an Bord kamen dabei ums Leben. Obwohl sie auch als „die erste Titanic der White Star Line“ bezeichnet wird, gehörten beide Schiffe gleichnamigen, aber rechtlich unterschiedlichen White Star Lines.

## Das Schiff
Der aus Eisen gebaute Klipper Tayleur wurde 1853 in der Bank Quay Foundry in der englischen Stadt Warrington am Fluss Mersey gebaut. Sie war das größte der elf aus Eisen gebauten Schiffe, die zwischen 1852 und 1855 in der Bank Quay Foundry entstanden. Das Schiff war schon nach sechs Monaten fertig und konnte am 3. Oktober 1853 vor einer großen Menschenmenge vom Stapel gelassen werden. Die Tayleur wurde für Charles Moore & Company gebaut und kostete nach damaligem Geldwert 34.000 Pfund Sterling (heute etwa 4.642.000 £). Der erfahrene Segelschiffdesigner William Rennie aus Liverpool entwarf das Design der Tayleur. Als sie vom Stapel lief, war sie das größte Schiff ihrer Zeit. Sie war 1750 BRT groß, 70 m lang, über 12 m breit und drei Decks hoch. 650 Betten standen den Reisenden zur Verfügung. In ihren Laderäumen konnten 9000 Tonnen Fracht verstaut werden. Benannt wurde das Schiff nach Charles Tayleur, dem Gründer der Vulcan Engineering Works in Warrington und Mitinhaber der Bank Quay Foundry.
Das neue Schiff wurde von der White Star Line, einer britischen Reederei mit Sitz in Liverpool gechartert, um es im boomenden Auswandererverkehr von Großbritannien nach Australien einzusetzen. Aufgrund der Goldgräberei in Australien hatten große Auswanderströme dorthin eingesetzt. Diese von John Pilkington und Henry Wilson gegründete White Star Line war ein Vorgänger der „eigentlichen“ White Star Line, die 1868 von Thomas Henry Ismay gegründet wurde und die zu einer der erfolgreichsten Reedereien Großbritanniens wurde.
Die erste White Star Line verschmolz später mit anderen Gesellschaften, unter anderem der Black Ball Line und der Eagle Line, ging jedoch 1867 bankrott. Ismay kaufte die Hausflagge auf und gründete sein eigenes florierendes Unternehmen. Nach der Fertigstellung der Tayleur ging sie am 14. Januar 1854 in Liverpool vor Anker, um für ihre Jungfernfahrt nach Australien vorbereitet zu werden.

## Der Untergang

### Verkettung von Missständen
Am Donnerstag, dem 19. Januar 1854, legte die Tayleur in Liverpool kurz vor 12.00 Uhr mittags zu ihrer Jungfernfahrt nach Melbourne ab. An Bord waren 71 Besatzungsmitglieder und 581 Passagiere. Knapp über die Hälfte der Passagiere waren Briten, der Rest kam aus Mitteleuropa und Skandinavien. Das Kommando hatte der erst 29-jährige Kapitän John Noble, der von den Eignern persönlich als Kommandant ihres neuen Flaggschiffs ausgewählt worden war.
Das Schiff war, was die Besatzung anging, deutlich unterbesetzt. Bei späteren Untersuchungen stellte sich heraus, dass unter der Mannschaft nur 37 geschulte Seeleute waren, und nur 25 von ihnen sprachen Englisch. Die übrigen waren Chinesen und Inder. Daneben kam es später zu Berichten, viele der Besatzungsmitglieder hätten nur angeheuert, um eine kostenlose Passage nach Australien zu bekommen. Kapitän Noble stellte außerdem schon kurz nach der Abfahrt fest, dass das Schiff schwer zu steuern war. Hinzu kam, dass die Kompasse an Bord wegen der Eisenhülle der Tayleur nicht richtig funktionierten. Dadurch geriet das Schiff schon kurz nach dem Auslaufen auf einen abweichenden Kurs. Auf der Brücke des Schiffs glaubte man, in südlicher Richtung durch die Irische See zu segeln, stattdessen nahm die Tayleur einen westlichen Kurs und hielt auf Irland zu.
Am Sonnabend, dem 21. Januar, nach zwei Tagen auf See, geriet das Schiff in einen Sturm, während es direkt auf die Insel Lambay Island zuhielt. Dazu kam dichter Nebel. Das Ruder der Tayleur war für ihre Größe viel zu klein ausgelegt und war nicht in der Lage, das Schiff um die Insel herum zu manövrieren. Auch die Takelage war in einem mangelhaften Zustand, da viele Seile noch nicht ausreichend gereckt waren und die Segel dadurch zu schlaff hingen und kaum kontrolliert werden konnten. Sobald die Felsen am Ufer vom Lambay Island gesichtet wurden, wurden beide Anker heruntergelassen, um eine drohende Kollision zu vermeiden. Das Ruder wurde hart nach Steuerbord gelegt.

### Kollision und Untergang
Trotz dieser Maßnahmen lief die Tayleur auf die Klippen am Südostufer der Insel, etwa fünf Meilen vor der Dublin Bay. Das Schiff saß fest, war von einer stürmischen Brandung umgeben und wurde von 24 m hohen Steilklippen überragt. Die Tayleur wurde noch mehrere Male angehoben und wieder auf die Felsen geschleudert. Angst und Panik an Bord waren groß; die Passagiere liefen auf der Suche nach ihren Angehörigen und nach Rettung umher und wurden entweder zu Dutzenden von den Brechern über Bord gespült oder sprangen in die See.
Die Rettungsboote wurden zum Herablassen klargemacht, aber nachdem das erste nach dem Fieren in die Felsen krachte und zerschellte, wurde die Evakuierung eingestellt. Das Segelschiff war dem Ufer so nah, dass die Besatzung einen der Masten fällte und somit eine Verbindung zum Land herstellen konnte. Mehrere Passagiere konnten sich so an das Ufer retten. Einige von ihnen hatten Seile mitgenommen, die mit dem Schiff verbunden waren und weiteren Menschen als Rettung dienten. Hauptsächlich Männer schafften es so in Sicherheit; die meisten Frauen und Kinder verloren den Halt, rutschten ab und wurden von der aufgepeitschten See fortgerissen.
Wegen der aufgewühlten See konnten keine weiteren Rettungsboote zu Wasser gelassen werden. Die hohen Wellen rissen die Tayleur von den Felsen herunter und schoben sie in tieferes Wasser, so dass sie schließlich 20 Minuten nach dem Zusammenstoß mit dem Heck voran unterging. Die meisten Passagiere waren zu diesem Zeitpunkt noch an Bord des Schiffs. Kapitän Noble wartete bis zum letzten Augenblick und sprang von seinem Schiff. Er wurde ans Ufer gezogen und überlebte. Nachdem die Tayleur auf den Grund gesunken war, ragten noch die Spitzen ihrer Masten aus dem Wasser.
Einer der Passagiere, die es an Land geschafft hatten, alarmierte die Küstenwache, die sich mit einem Rettungsboot auf dem Weg zum Schiff machte. Dort wurde nur noch ein Überlebender gefunden, William Vivers, der sich 14 Stunden an der Takelage festgehalten hatte. Der Leiter der Einsatzgruppe, George Finlay, wurde am 2. März 1854 mit einer Silbermedaille für die Rettungsaktion ausgezeichnet. Von den 652 Menschen an Bord verloren 362 ihr Leben. Sie wurden auf Lambay Island beigesetzt. Von den über 100 Frauen überlebten nur drei. Von der 71-köpfigen Besatzung überlebte dagegen der größte Teil. Nachdem die Nachricht von dem Unglück das Land erreicht hatte, schickte die City of Dublin Steam Packet Company ihren Postdampfer Prince, um nach Überlebenden zu suchen.
Das Wrack der Tayleur liegt in 18 m Tiefe auf dem Grund der Irischen See, ca. 30 m vom Ufer von Lambay Island entfernt auf der Position 53° 28′ 54″ N, 6° 1′ 12″ W. Das Tauchen ohne Genehmigung des Office of Public Works ist verboten.

## Untersuchung
Der Katastrophe folgten vier verschiedene offizielle Untersuchungen, die zum Teil mit unterschiedlichen Resultaten endeten. Es fanden eine rechtsmedizinische Untersuchung in Malahide, eine durch den Board of Trade unter Captain Walker, eine der britischen Admiralität unter Mr. Grantham, dem Generalinspekteur für Eisenschiffe, und eine des Liverpool Maritime Board statt.
Vor allem die Zeitungen gaben Kapitän John Noble die Schuld an dem Unglück, aber die Untersuchungen sprachen ihn von jeder Verantwortung frei und machten die Eigner des Schiffs für die Tragödie verantwortlich, da sie das Schiff hatten auslaufen lassen, ohne das korrekte Arbeiten der Kompasse sicherzustellen. Lediglich der Board of Trade bemängelte an Kapitän Noble, dass er trotz Landnähe und eingeschränkter Sichtverhältnisse nicht per Lot die Wassertiefe hatte messen lassen. Auch die Zahlen der Menschen an Bord und der Todesopfer variieren je nach Quelle. Manchen Texte zufolge waren zwischen 528 und 680 Menschen an Bord, von denen zwischen 297 und 380 ertranken. Grundsätzlich wird von 652 Passagieren ausgegangen, von denen 290 überlebten.

## Vergleiche mit derTitanic
Tayleur und Titanic waren beide Postschiffe einer Reederei namens White Star Line, die auf ihrer Jungfernfahrt mit einem großen Verlust von Menschenleben untergingen.
Auf beiden Schiffen trugen Einzelheiten der Bauausführung bzw. Ausstattung zum Ausmaß des Unglücks bei. Auf der Tayleur waren es die Eisenhülle, die die Kompasse beeinflusste, sowie die ungenügend befestigte Besegelung. Auf der Titanic war es der Mangel an Rettungsbooten.